# Katarzyna Majchrzak
Katarzyna Mirosława Majchrzak z domu Waśniewska (ur. 25 czerwca 1967 w Gdańsku) – polska lekkoatletka, specjalizująca się w skoku wzwyż, olimpijka (Barcelona 1992). Teoretyczka sportu związana z Akademią Wychowania Fizycznego i Sportu im. Jędrzeja Śniadeckiego w Gdańsku.

## Życiorys
Zawodniczka MKS Gdańsk i AZS-AWF Gdańsk. Uczestniczka Igrzysk Olimpijskich z Barcelony (1992). 9. zawodniczka Mistrzostw Świata w Stuttgarcie (1993), finalistka konkursu skoku wzwyż na XVII Letniej Uniwersjadzie w Buffalo (1993), uczestniczka mistrzostw Europy w Helsinkach (1994), trzecia zawodniczka Pucharu Europy w 1993 r. Wielokrotna medalistka Mistrzostw Polski, m.in. halowa mistrzyni Polski (1994).
Rekord życiowy – 1,92 cm (1992).
W 2005 uzyskała na AWFiS w Gdańsku stopień doktora nauk o kulturze fizycznej, specjalność – teoria sportu, na podstawie napisanej pod kierunkiem Kazimierza Kochanowicza dysertacji Obciążenia treningowe a wynik sportowy wielokrotnego medalisty w skoku wzwyż na największym etapie doskonalenia mistrzostwa sportowego. Trenerka lekkiej atletyki i wychowawczynimłodzieży w Zespole Szkół Sportowych i Ogólnokształcących w Gdańsku.